# Titanal
Titanal ist der Markenname einer hochfesten Aluminiumlegierung der Austria Metall AG.
Erste hochfeste Aluminiumlegierungen fanden nach den Erfolgen bei den Olympischen Winterspielen 1964 Verwendung. Im Laufe der Entwicklung entstand bis zum Beginn der 1990er Jahre eine der höchstfesten Aluminiumlegierungen. Ab 1991 wurde Titanal auch für Fahrradrahmen verwendet; aufgrund zahlreicher Rahmenbrüche und der Tatsache, dass mit dem Material kein übermäßig großer Gewichtsvorteil erreicht werden konnte, verschwand die anfangs als Wundermaterial gepriesene Legierung jedoch recht schnell wieder aus der Fahrradbranche.
Die Legierung Titanal ist ähnlich wie das sogenannte Flugzeugaluminium (AlZnMgCu1,5) konzipiert, die Anteile einiger Legierungselemente sind leicht erhöht. Durch minimale Zugaben von Titan und Zirconium wird eine Kornverfeinerung bewirkt, die damit die Bruchdehnung erhöht. Von diesem Titanzusatz rührt die Stabilität und Leichtigkeit suggerierende Bezeichnung, obwohl Titan nur zu 0,25 % zugegeben wird. Titanal erreicht damit eine Zugfestigkeit von mehr als 650 N/mm² und eine Bruchdehnung von mehr als 14 %. Diese Eigenschaften sind isotrop. Die Dehngrenze liegt bei über 600 MPa bei Dicken von 0,50 – 1,20 mm.
Mit einer offenporigen Phosphorsäure-Anodisierschicht ist es möglich Titanal im Verbund mit Epoxidharz-Klebstoffen zu verkleben.